# John Cockett
John Ashley Cockett (Broadstairs, 23 dicembre 1927 – Felsted, 15 febbraio 2020) è stato un hockeista su prato britannico.

## Palmarès
- Giochi olimpici

Helsinki 1952: bronzo.